# 李瑞亭
李瑞亭（1910年—1946年），又称李瑞婷。中国革命烈士。是现今河南省三门峡市卢氏县衙前村人。1939年通过卢氏县第一任县委书记赵致平介绍成为中国共产党党员。由于政见不和，与第一任丈夫李建国分家，独自带着两个孩子继续从事革命活动。1943年被国民党特务抓获，投入集中营，两个孩子流浪在外，死于非命。1944年，李瑞婷从集中营逃出，1946年，再嫁栾川罗庄保公所会计武卓华。吴卓华为反共人士，他不能忍受妻子与共产党交往，夫妻之间的矛盾越来越深。李瑞婷最终被吴卓华用绳子勒死，遗体被抛弃于荒野。1950年，吴卓华被中国政府执行枪决。1982年，李瑞亭被追认为革命烈士，栾川县人民政府在烈士陵园为她安葬衣冠冢。